# Racing Club d'Épernay Champagne
 (novembre 2024).
Si vous disposez d'ouvrages ou d'articles de référence ou si vous connaissez des sites web de qualité traitant du thème abordé ici, merci de compléter l'article en donnant les références utiles à sa vérifiabilité et en les liant à la section « Notes et références ».
Maillots
Le Racing Club d'Épernay Champagne est un club français de football situé à Épernay dans la Marne.
Le club a évolué en Division 3 durant quatre saisons entre 1970 et 1976. Il a été entraîné de 1974 à 1977 par Robert Jonquet.

## Histoire
L'équipe joue ses matches au stade Paul Chandon à Épernay.
Le club a évolué en Division 3 en 1970-1971, 1972-1973, 1973-1974 et 1975-1976. Il a été entraîné de 1974 à 1977 par Robert Jonquet.
Le club a accueilli des matchs amicaux de l'équipe de France espoir et du Stade de Reims. Le club sparnacien a eu dans ses rangs et formé des joueurs tels que Wesley Lautoa et Martin Adeline.

## Palmarès
- Champion de DH Nord-Est en 1972, 1975, 1989
- Champion de DH Champagne-Ardenne en 2003, 2011, 2017

## Entraîneurs
- ?-!, :  Simon Zimny
- 1974-1977 :  Robert Jonquet
- 1983-1988 :  Michel Rouquette
- 1989-1991 :  Robert Buigues
- 1995-1996 :  Patrice Buisset
- 2003-2009 :  Bruno Scipion
- 2021-2022 :  Stéphane Laquait
- Juin 2022-déc. 2022 :  Juan-Luis Montero